# マクラーレン・MP4-20
マクラーレンMP4-20 (McLaren MP4-20) はマクラーレンが2005年のF1世界選手権に投入したフォーミュラ1カー。テクニカル・ディレクターはエイドリアン・ニューウェイ、デザイナーはマイク・コフラン。2005年の開幕戦から最終戦まで実戦投入された。

## 開発

### フロントサスペンション
2005年の新レギュレーションにより、フロントウイングの最低地上高の上昇やリヤウイングの前進などの規定が変更された。特にフロントウィングの上昇による下方気流への影響は大きく、フロントサスペンションのロアアームを支えるキールがこの気流を乱すとして問題視された。
この点への対策として、フロントサスペンションの配置がMP4-17以降用いられていたツインキール式から、キールを除去し、モノコック下端にロアアームを直接装着した「ゼロキール」方式（キールレス方式とも）に変更された。これにより、マシン下部の気流を改善することに成功している。サスペンションアームが車輪に向かって下がっていく配置となっていることが目立つ。ゼロキール方式は翌年以降多くのチームが採用し、現在のF1においてはトレンドとなっているが、この方式を初めて採用したのがこのMP4-20である。

### ホーンウィング
インダクションポッドサイドには各チームともミッドウィングを装着していたが、MP4-20は他チームのミッドウィングよりも低い位置にツノのような形をした通称「ホーンウイング」を装着した。他チームのミッドウィングが文字通り小型のウィングであり、それ自体でダウンフォースを発生させることを狙っている一方、ホーンウィングは飛行機の翼のような断面形状であり、揚力を発生させるものであった。これによって、マシン後方下部への整流を促し、リアウィングによるダウンフォース発生量を増加させる役割を持っていた。このホーンウィングは翌年のMP4-21や翌々年のMP4-22にも受け継がれた。

### その他の特徴
サイドポンツーン内の排熱パーツとして2001年のMP4-16まで採用されていたチムニーが復活した。ちなみにチムニーをF1界に持ち込んだのはマクラーレンで2000年のMP4-15である。フロントノーズもMP4-19Bよりも太めである。

### カラーリング
通常のカラーリングは黒を基調とし、サイドポンツーンには「ウエスト」のロゴを描いていた。カナダ、イギリス、フランスといったタバコ広告禁止国ではウエストの字体に似せた、ドライバーのファーストネームを描いたマークにしていた。第13戦ハンガリーGP以降はウエストがスポンサーから撤退したため、ドライバーネームとジョニー・ウォーカーのロゴ（第14戦トルコGPを除く）を描いた。

## シーズン

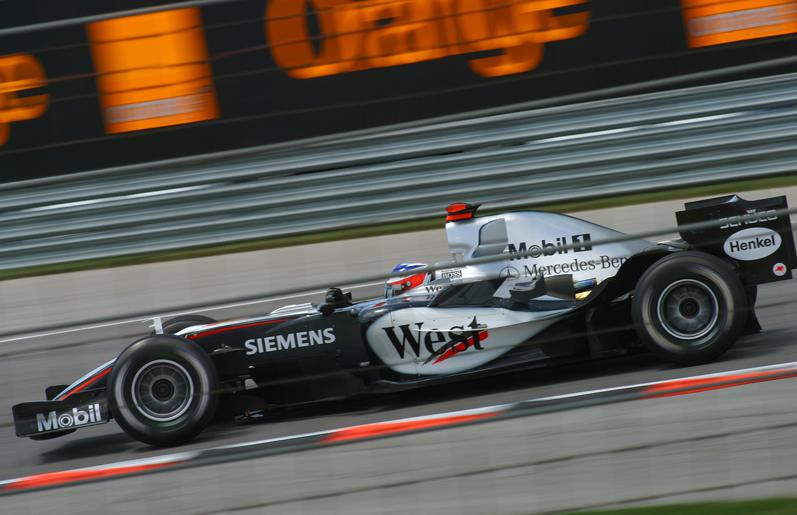
2005年アメリカGPでキミ・ライコネンがドライブするMP4-20

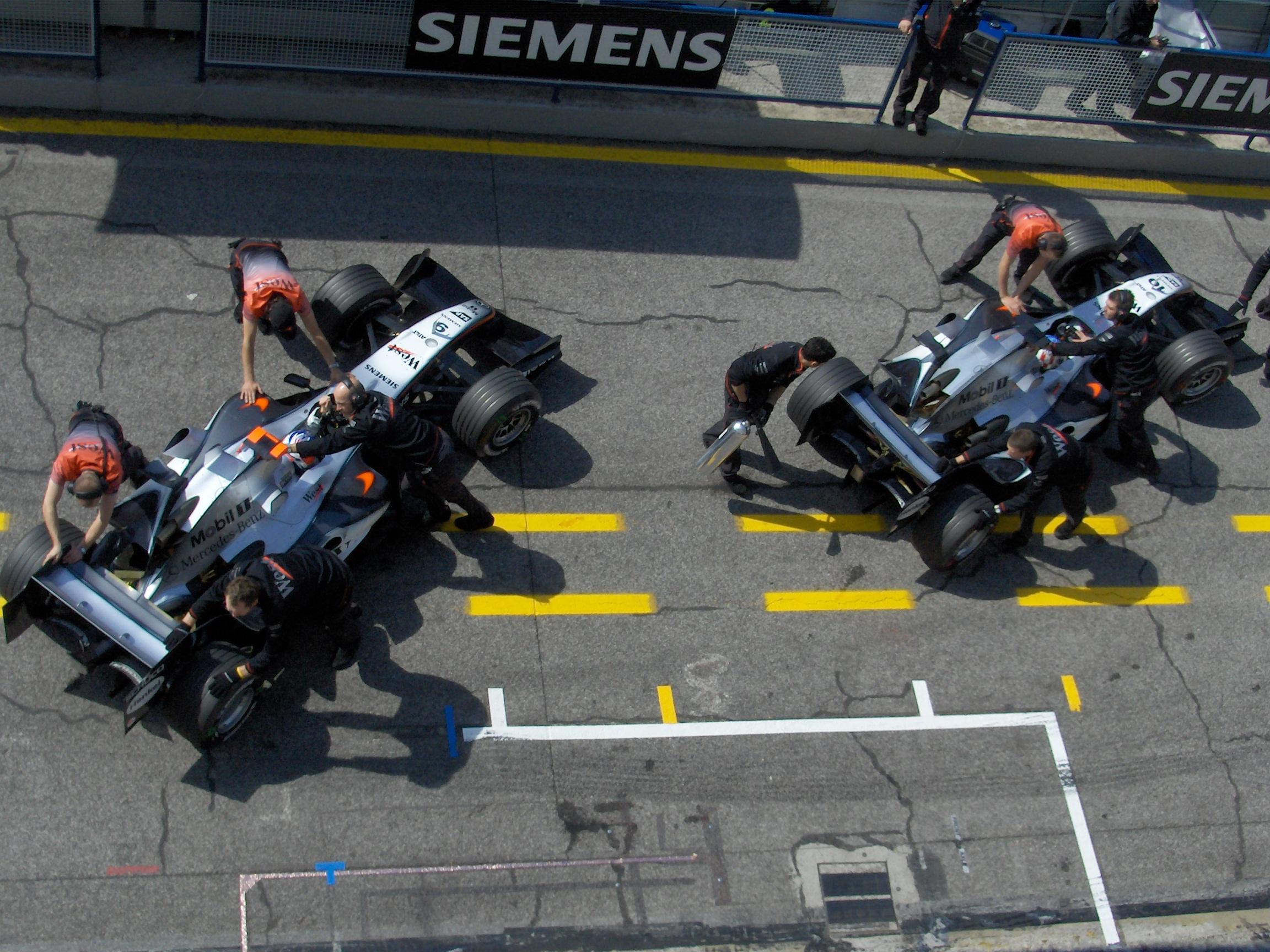
2005年サンマリノGPでのピット作業

ウィリアムズからファン・パブロ・モントーヤが移籍。キミ・ライコネンとのコンビはシーズン前には「2005年F1最強のコンビ」とも称されていた。しかし、開幕から3戦はフロントの荷重不足によってタイヤが暖まりにくく、予選で上位を狙えないという問題を抱えており、結果を残せずに終わる。
モントーヤが第3戦バーレーンGPの前にテニスで肩甲骨を骨折し（オートバイで遊んでいて負傷との説もあり）、第3,4戦を欠場。代わりに第3戦はペドロ・デ・ラ・ロサが、第4戦はアレクサンダー・ヴルツが出走した。長身のヴルツにはモノコックが窮屈だったため改修を行う事となった。ヴルツがドライブできるようになったことで開発が一気に進み、フロントにバラストを増設し、前述の問題点を解消することに成功。これによってヨーロッパラウンド以降、本来の速さを発揮できるようになった。
第4戦サンマリノGPからその速さの片鱗は見られたものの、ライコネンはトップ独走中にわずか9周でリタイア。第5戦スペインGPから本格的に勝ち始め、ライコネンが独走で優勝した。その後も勝利を重ねていき、最終的にライコネンはルノーのフェルナンド・アロンソに並ぶ7勝をあげた。しかし、メルセデス・ベンツエンジンは信頼性に難があり、決勝前のエンジンブローによる3度の10グリッド降格や、決勝での2度のエンジンブロー、メカニカルトラブルによるリタイヤがあった。3戦を残した段階でアロンソのチャンピオンが決定してしまい、コンストラクターズランキングもルノーに次ぐ2位に終わった。
車の速さは本物で、シーズン中12回のファステストラップを出しており、第15戦日本GPではライコネンが17番手スタートだったのにもかかわらず、ファイナルラップでジャンカルロ・フィジケラをオーバーテイクし優勝している。

## スペック

### シャーシ
- シャーシ名 MP4-20
- 全長4770mm
- 全幅1800mm
- 高さ950mm
- ホイールベース3200mm
- クラッチ AP
- ブレーキキャリパー AP
- ブレーキディスク・パッド カーボンインダストリー
- ホイール エンケイ
- タイヤ ミシュラン
- ダンパー マクラーレン

### エンジン
- エンジン名 メルセデスFO110R
- 気筒数・角度 V型10気筒・90度
- 約960馬力
- 排気量 3,000cc
- スパークプラグ NGK
- 燃料・潤滑油 モービル
- トランスミッション　7速シーケンシャルセミオートマチック

## 記録
| 年   | No. | ドライバー   | 1   | 2   | 3   | 4   | 5   | 6   | 7   | 8   | 9   | 10  | 11  | 12  | 13  | 14  | 15  | 16  | 17  | 18  | 19  | ポイント | ランキング |
| 年   | No. | ドライバー   | AUS | MAL | BHR | SMR | ESP | MON | EUR | CAN | USA | FRA | GBR | GER | HUN | TUR | ITA | BEL | BRA | JPN | CHN | ポイント | ランキング |
| ---- | --- | ------------ | --- | --- | --- | --- | --- | --- | --- | --- | --- | --- | --- | --- | --- | --- | --- | --- | --- | --- | --- | -------- | ---------- |
| 2005 | 9   | ライコネン   | 8   | 9   | 3   | Ret | 1   | 1   | 11  | 1   | DNS | 2   | 3   | Ret | 1   | 1   | 4   | 1   | 2   | 1   | 2   | 182      | 2nd        |
| 2005 | 10  | モントーヤ   | 6   | 4   | INJ | INJ | 7   | 5   | 7   | DSQ | DNS | Ret | 1   | 2   | Ret | 3   | 1   | 14  | 1   | Ret | Ret | 182      | 2nd        |
| 2005 | 10  | デ・ラ・ロサ |     |     | 5   |     |     |     |     |     |     |     |     |     |     |     |     |     |     |     |     | 182      | 2nd        |
| 2005 | 10  | ヴルツ       |     |     |     | 3   |     |     |     |     |     |     |     |     |     |     |     |     |     |     |     | 182      | 2nd        |

- 太字はポールポジション、斜字はファステストラップ、INJは負傷欠場。(key)

## シーズン終了後
シーズンオフのテストでは、全体のカラーリングを通常の黒を基調としたものからオレンジに変更された。スポンサーロゴはグレーで描かれた。これは創始者であるブルース・マクラーレンの出身であるニュージーランドのナショナルカラーである。